# 塔德拉尔特阿卡库斯
塔德拉尔特阿卡库斯（阿拉伯语：‎）是利比亚西部的一个沙漠地区，属于撒哈拉沙漠，其位置靠近利比亚城市加特。“塔德拉尔特”在当地语言塔马哈格语（Tamahaq language）中的意思为“山”。这个地区有非常丰富的史前石刻岩画。

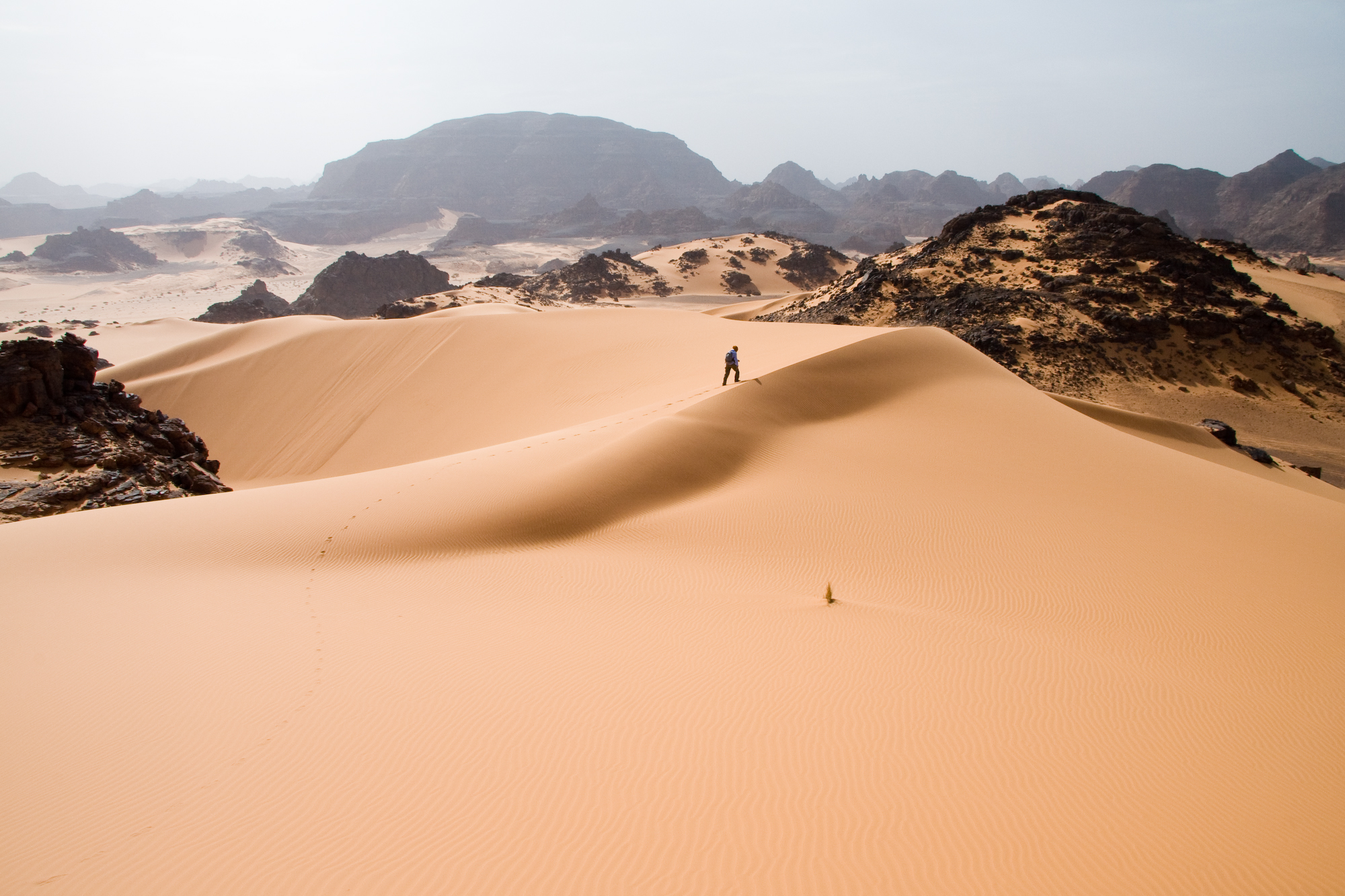
塔德拉尔特阿卡库斯沙漠景色

阿卡库斯景色多样，从不同颜色的沙子到拱门、峡谷、岩石和山脉。尽管该地区是撒哈拉沙漠最干燥的地区之一，但仍然有植物在那里生存，如牛角瓜属植物。
该地区以石刻岩画闻名，因其雕刻和绘画的重要性于1985年被联合国科教文组织列为世界文化遗产。这些绘画的日期为公元前12,000年到公元100年，反应了当地文化和自然的变化。石刻岩画的主题主要为动物，如长颈鹿、大象、鸵鸟和骆驼，但是也有人类和马。岩画描绘了人类不同的日常生活情形，如演奏乐器和舞蹈。